# Echeveria angustifolia
Echeveria angustifolia ist eine Pflanzenart aus der Gattung der Echeverien (Echeveria) in der Familie der Dickblattgewächse (Crassulaceae).

## Beschreibung
Echeveria angustifolia wächst unverzweigt und die Triebe erreichen eine Länge von 3 Zentimeter oder mehr. Die schmal länglich verkehrt lanzettlichen und zugespitzten Blätter werden 4 Zentimeter lang und 0,7 bis 0,9 Zentimeter breit. Sie sind dick und die Oberfläche ist flach konkav ausgebildet.
Der Blütenstand besteht aus einem einzelnen Wickel mit 10 bis 15 Einzelblüten und wird bis 20 Zentimeter lang. Der Blütenstiel wird 2 bis 4 Millimeter lang. Die weit ausgebreiteten Kelchblätter werden 8 Millimeter lang. Die deutlich 5-kantige und rötliche Blütenkrone wird etwa 11 Millimeter lang und hat nahe der Basis einen Durchmesser von 6 bis 7 Millimeter und am Schlund von 3 bis 4 Millimeter. 
Die Chromosomenzahl beträgt 2n = etwa 440.

## Verbreitung und Systematik
Echeveria angustifolia ist in Mexiko in den Bundesstaaten San Luis Potosí und Tamaulipas verbreitet.
Die Erstbeschreibung erfolgte 1972 durch Edward Eric Walther. Die Art ist Echeveria bifida sehr ähnlich.

## Nachweise